# Tercer viatge de Colom

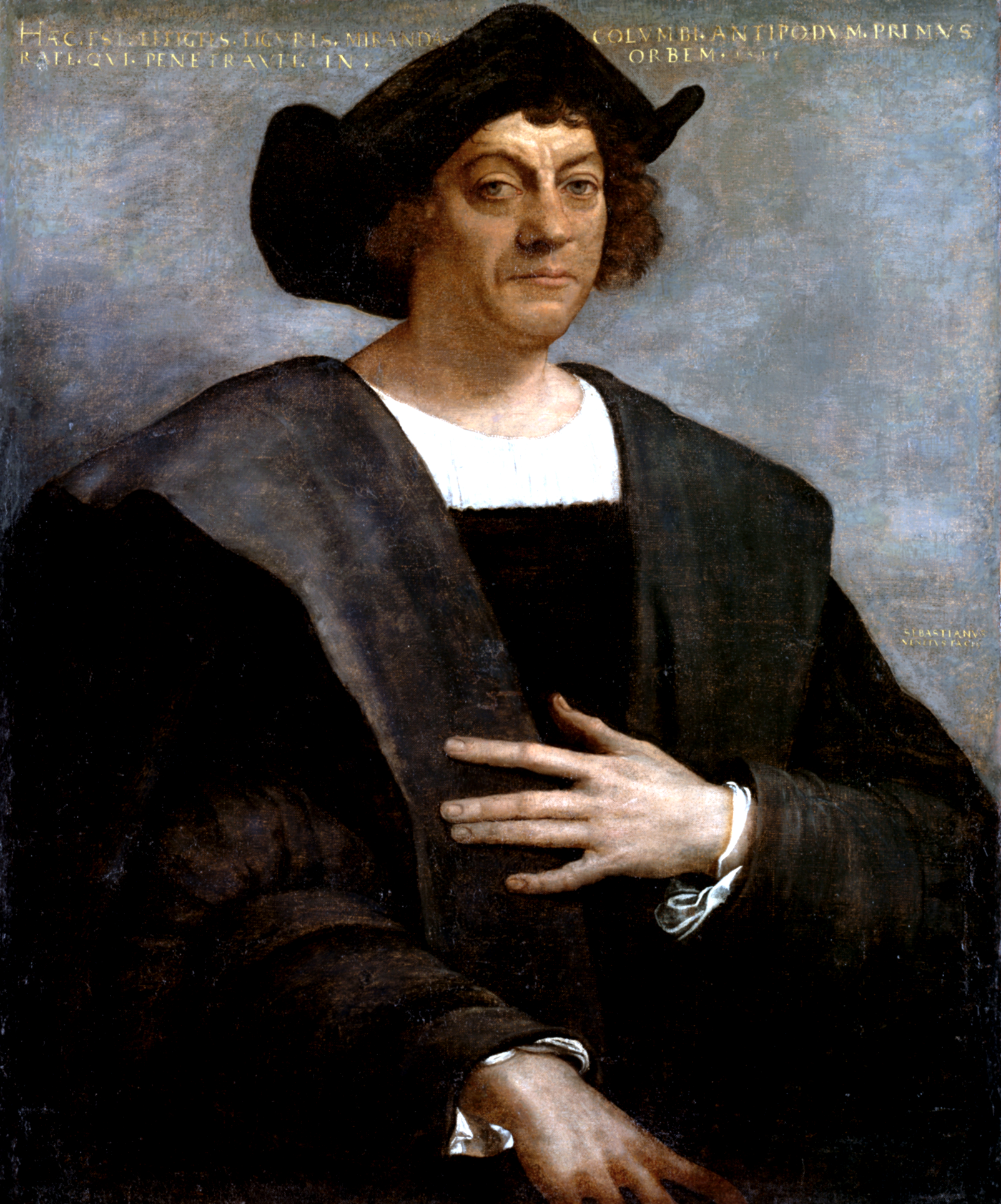
Retrat de Cristòfol Colom

El tercer viatge de Cristòfol Colom (sortida de Sanlúcar de Barrameda, 30 de maig de 1498 - arribada a Cadis, 25 de novembre de 1500) fou una expedició transoceànica comandada per Cristòfol Colom que tingué com a objectiu continuar l'exploració de les noves terres en nom dels Reis Catòlics, descobrint el nord de Veneçuela i convertint-se Colom en el primer descobridor europeu del continent americà.

## Sortida
Colom surt del port de Sanlúcar de Barrameda el 30 de maig 1498 amb vuit vaixells: 
- La Santa Creu,
- La Santa Clara,
- La Castella,
- La Grossa,
- La Rábida,
- La Santa Maria de Guia,
- La Gaza i
- La Vaqueña.

Aquesta flota comptava amb una tripulació de 226 persones, entre les quals es trobava Fra Bartolomé de les Cases. Alhora, altres embarcacions partien rumb a les Índies per l'Oceà Atlàntic, a l'haver autoritzat els Reis Catòlics capítols a diversos navegants.
Colom va navegar amb la seva flota cap al Sud, fins a les illes de Madeira per un camí poc freqüent per evitar una armada francesa que l'estava esperant prop del Cap Sant Vicent. La flota de Colom va arribar a les Illes Canàries, on la va dividir en dos. Va enviar sis vaixells directament a l'Illa de l'Hispaniola i Colom va continuar amb tres, dues caravel·les i una nau, per navegar travessant l'oceà Atlàntic més al Sud amb la idea de, a la seva arribada a les Índies, deixar La Hispaniola al Nord.
En la ruta de Colom, arribant a les Illes de Cap Verd, els va afectar una tempesta i, posteriorment una onada de calor tan forta que ningú desitjava baixar sota coberta. Posteriorment, va decidir arribar a Sierra Leone, a Àfrica, per reparar els navilis i rearmar-se de queviures. Posteriorment, van iniciar el camí a les Índies a través de l'Atlàntic i van albirar terra el 31 de juliol, assenyalant el que eren tres muntanyes d'una illa, l'Illa de Trinitat.

### Colom descobreix el continent americà

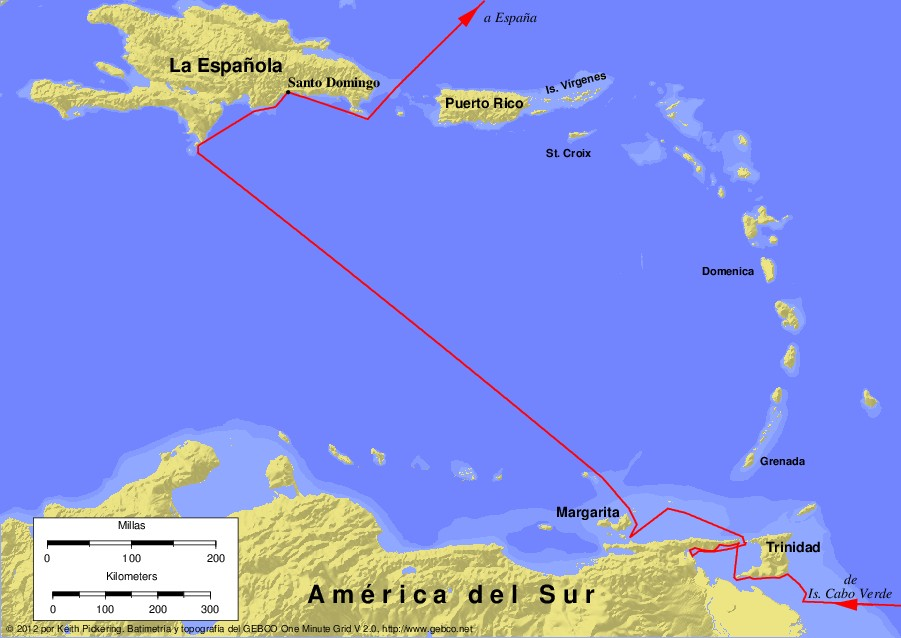
Mapa del tercer viatge de Colom

Colom es trobava al Nord de l'actual Veneçuela. Va descobrir un cap al que va anomenar De La Galea, i que actualment es diu Cap Galeote, i una illa propera a la qual va batejar com Trinitat prop de la costa continental, a la qual va anomenar Terra de Gràcia i que avui es correspon amb Macuro, a l'Estat de Sucre, a Veneçuela. En aquesta regió va descobrir cases i indígenes i terres que va considerar molt boniques i verdes, comparant-les amb les hortes de València al mes de març.
Posteriorment va arribar a la Punta de l'Arenal. D'acord amb les descripcions de Colom, els indis d'aquesta zona eren més blancs que els indis que havia vist a les illes en els seus dos anteriors viatges. Al seu vaixell va arribar una canoa amb 24 indis. En veure'ls arribar Colom va pensar a fer sonar un tambor i posar a diversos nois de la tripulació a ballar, pensant que els indis mostrarien interès en la festa, però en veure'ls així van començar a llançar-fletxes. Colom va manar treure una ballesta i llavors els van deixar en pau, anant-se a una altra caravel·la on se li va donar com a regal al que semblava el principal indi de la canoa una casaca i un barret, en senyal de concòrdia perquè parlés amb els indis a la platja.
Prop de Trinitat, es va aproximar a la desembocadura del riu Orinoco comparant la força de l'aigua en la seva desembocadura amb la força del Riu Guadalquivir en temps de crescudes. Una nit, prop de la desembocadura, es va aproximar una ona de la mida del vaixell que gairebé tomba la nau de Colom. Entre els llocs que va recórrer en aquesta zona està Boca Grande.
Va recórrer la costa direcció Est i va aconseguir algunes perles. Colom va tenir ocasió de tastar un vi que realitzaven els indígenes de la zona que no era de raïm, i que ell sospitava que feien d'altres fruites o de blat de moro. El blat de moro era un producte que només existia a Amèrica i va ser portat a Espanya per Colom en els seus viatges.
Va trepitjar Macuro, ja terra ferma, el 3 d'agost, estant-si 12 dies i entaulant bones relacions amb els indígenes. Una de les coses que més va cridar l'atenció a Colom va ser la gran quantitat d'aigua dolça que hi havia en aquestes zones, i això és degut a la desembocadura d'un riu cabalós, que només podia provenir de terra ferma.

### Retorn a l'Hispaniola
La Hispaniola era una illa de la qual el mateix Almirall Cristòfor Colom va ser governador. En aquest moment es trobava al comandament de l'illa seu germà, Bartolomé Colom. La capital de l'illa era Santo Domingo, una ciutat que s'havia fundat a la costa sud de l'illa.
Després de recórrer el Golf de Paria, a Veneçuela, Colom navega cap al Nord rumb a l'illa de la Hispaniola i desembarca a Santo Domingo. Allà, un grup d'espanyols, encapçalats per l'Alcalde Major Francisco Roldán s'havien rebel·lat contra l'autoritat de Bartolomé Colom i s'havien replegat cap a l'interior. Els revoltats argumentaven una decepció respecte a les riqueses que se'ls havia promès trobar al Nou Món, ja que el poc or trobat no satisfeia totes les expectatives fetes per Colom, i per les dures condicions de govern de Bartolomé Colom. A més, la situació amb els indis era tensa, ja que aquests havien servit com a esclaus dels espanyols. Un cop a Santo Domingo, Cristòfor Colom va intentar negociar amb els alçats, cedint a deixar d'usar als indígenes com a servei personal.
De la revolta de Roldán se'n fa ressò una carta adreçada a l'Almirall i escrita per Miquel Ballester, llavors alcalde de Bonao i que més d'un cop havia estat també mitjancer amb els rebels, tot i la seva fidelitat a l'autoritat de l'Almirall:
"Y yo cierto sé - escriu Ballester - que después de los hidalgos y hombres de pro que vuestra señoría tiene junto con sus criados que aquellos que los terná vuestra señoría muy ciertos por morir en su servicio, y la otra gente de común yo pornía mucha duda".
També els revoltats argumentaven queixes en contra de la forma en què els germans Colom manejaven els assumptes administratius. D'altra banda l'illa en lloc d'aportar diners a les arques reals, només demandava despeses. Tot això va arribar a oïdes dels Reis d'Espanya, que van enviar al jutge Pesquisador Francisco de Bobadilla, el qual va arribar a Santo Domingo el 23 d'agost de 1500.
El jutge enviat pels reis procedir a arrestar Cristòfor Colom, al seu germà Bartomeu Colom i al seu altre germà Diego Colón i els va embarcar encadenats a Espanya a l'octubre de 1500. Van arribar a Cadis, a Espanya, el 25 de novembre de 1500.
A Espanya, Colom és alliberat per Isabel la Catòlica però ha de renunciar als drets atorgats en el Nou Món. En 1501, s'envia com a governador de l'Espanyola a Nicolás d'Ovando, per substituir Francisco de Bobadilla.